# Stróże Wielkie
Stróże Wielkie – osada w Polsce położona w województwie podkarpackim, w powiecie sanockim, w gminie Sanok.
Między 1 lutego a 1 kwietnia 1977 w gminie Zagórz.

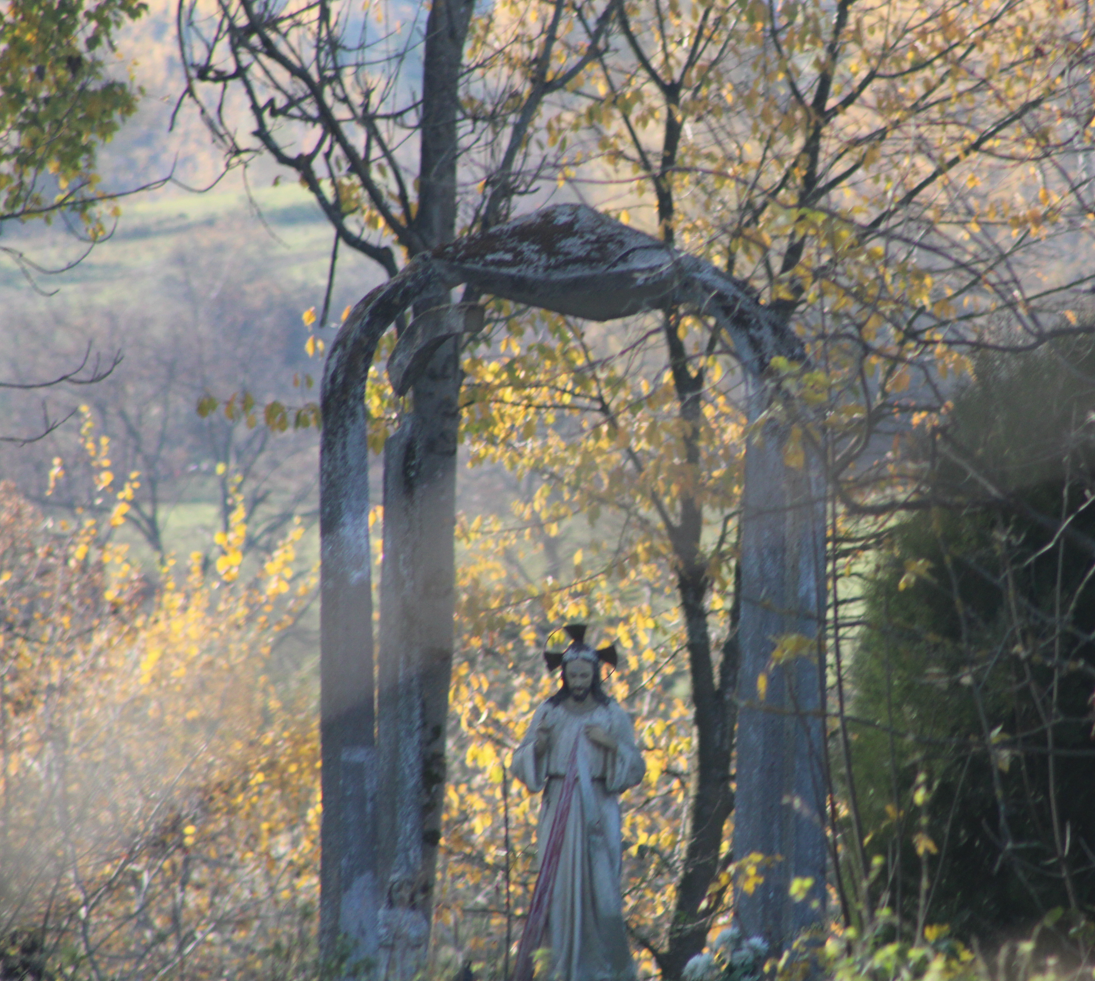
Kapliczka w Stróżach Wielkich w miejscu dawnej cerkwi

## Historia
Według przekazów nazwa wsi mogła pochodzić od dawnych straży na rzecz zamku w Sanoku, pełnionych na okolicznych wzgórzach. Strażnicy mieli osiedlić się w dolinach nad potokami i stąd przyjęto nazwy wsi Stróże Małe i Wielkie.
W XV wieku Dupplex Stroscha, Strosze. Stróże Małe i Stróże Wielkie istniały już w 1443 roku i należały do Jana Swynarskiego i jego żony Elżbiety, którzy je odstąpili Mathiasowiczowi de Humpniska. Obie wsie dostarczają świadków w różnych procesach, a w 1445 i 1448 naprawiają przełęcze w parkanie otaczającym zamek sanocki. Wieś królewska położona na przełomie XVI i XVII wieku w ziemi sanockiej województwa ruskiego, w drugiej połowie XVII wieku należała do dzierżawy Sanoczek starostwa sanockiego.
W XIX wieku do końca życia właścicielem posiadłości tabularnej Stróże Małe i Stróże Wielkie był Jan Tchorznicki (zm. 1868). Później obiema wsiami władali spadkobiercy Jana Tchorznickiego. W 1886 właścicielką Stróży Małych byli spadkobiercy Kornelii Tchórznickiej. Na przełomie XIX/XX wieku właścicielką tabularną dóbr we wsi była Józefa Rylska. Słownik geograficzny Królestwa Polskiego z 1890 podawał, że: Stróże Wielkie składały się z 59 domów i 365 mieszkańców (353 gr.-kat., 9 rz.-kat. 3 moj.); Stróże Małe liczyły 47 domów i 280 mieszkańców (274 rz.-kat., 6 moj.). Chaty w obu wsiach były blisko siebie zabudowane, tworząc nieregularne, równoległe ulice. W 1905 Józefa Rylska posiadała we wsi obszar leśny 133 ha. Spadkobiercą majątku został Aleksander Mniszek-Tchorznicki, który w 1911 jako właściciel tabularny posiadał 133 ha.
Pod koniec XIX wieku obie wsie Stróże leżały w odległości 3,7 km od Sanoka, nad potokami uchodzącymi do rzeki San w tym mieście. 
Leżały na wschodnim stoku pasma górskiego, zarośniętego lasem bukowym. Stróże Wielkie były wówczas położone na wzniesieniu o wysokości 370 m n.p.m.. Około 1890 we wsi było 59 domów i 365 mieszkańców (z czego 353 wyznania greckokatolickiego, 9 wyznania rzymskokatolickiego i 3 wyznania izraelickiego). 
W Stróżach Wielkich była parafia greckokatolicka z drewnianą cerkwią pw. Proroka Eliasza z 1660, zniszczoną po 1947.
We wsi urodził się nauczyciel dr Michał Ładyżyński. W Stróżach 1895 został wywiercony szyb naftowy o głębokości 315 m, należący do Anglika Perkinsa.
W II Rzeczypospolitej wieś w powiecie sanockim województwa lwowskiego. W latach 1945–1946 nacjonaliści ukraińscy z OUN-UPA zamordowali tutaj i we wsi Stróże Małe 6 Polaków oraz spalili gospodarstwa pozostałe po Ukraińcach przesiedlonych do ZSRR.
W latach 1975–1998 miejscowość administracyjnie należała do województwa krośnieńskiego.
Obecna zabudowa wioski koncentruje się przy głównej drodze, wzdłuż której w okresie PRL ulokowano budynki gospodarcze PGR i bloki mieszkalne dla pracowników.